# Ancienne église d'Isokyrö
L’ancienne église d'Isokyrö (finnois : Isonkyrön vanha kirkko) est une église médiévale dédiée à Saint-Laurent et située à Isokyrö en Finlande,.

## Architecture
L'église est haute de 23 mètres, la nef mesure 33 mètres de long et 11 mètres de large.
L'église est classée, par la direction des musées de Finlande, au répertoire des  sites culturels construits d'intérêt national.

## La nef
L'église est connue pour ses 114 peintures murales réalisées dans les années 1560.
Les décorations sont organisées en trois alignements.
Les peintures du niveau supérieur représentent des événements des livres de la Genèse et de l'Exode.
Celles du niveau intermédiaire représentent des événements de la vie de Jésus et la rangée inferieure illustre des paraboles des jours saints.
Les peintures ont été financées par l'homme d'église Jaakko Geet.
En 1666, l'homme d'église Isak Brenner fait recouvrir les peintures de chaux et elles sont progressivement oubliées.
Les peintures sont retrouvées et découvertes en 1885.
Elles sont restaurées pour la première fois en 1926–1927 puis à nouveau par Oskari Niemi dans les années 1930.
Les derniers travaux de restauration des peintures datent de 1978–1984.

## Galerie

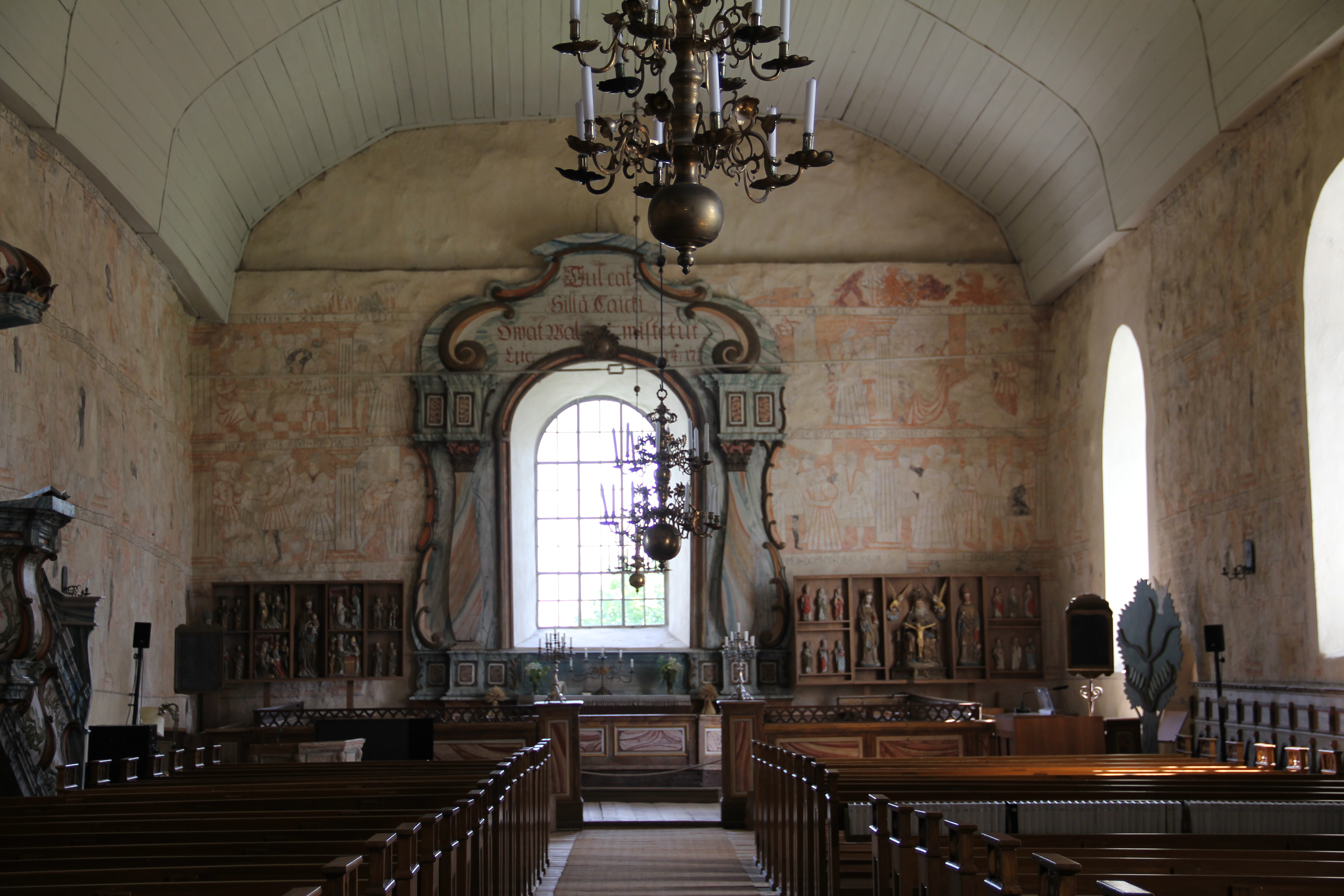
L'autel et peintures murales
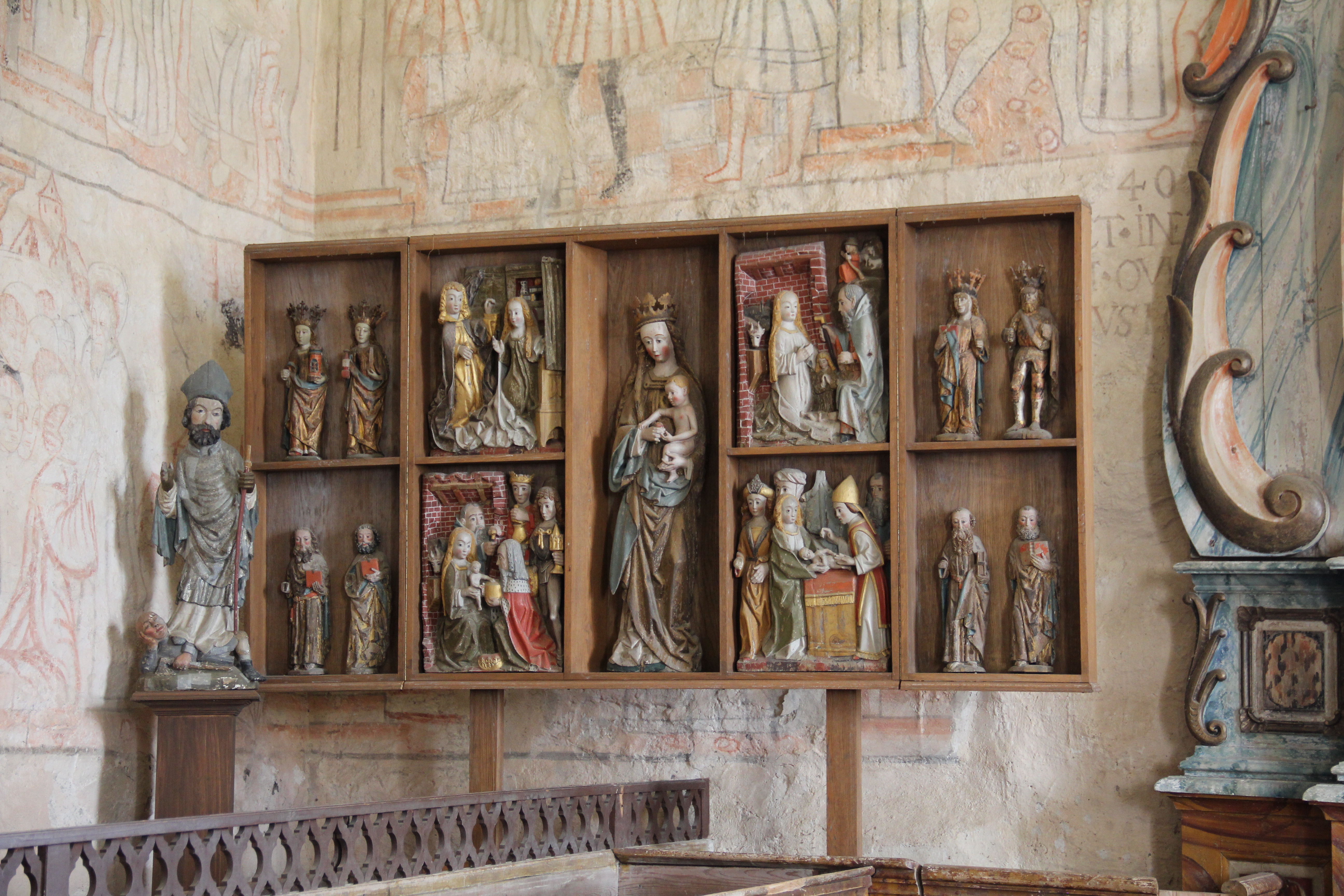
Statues en bois.
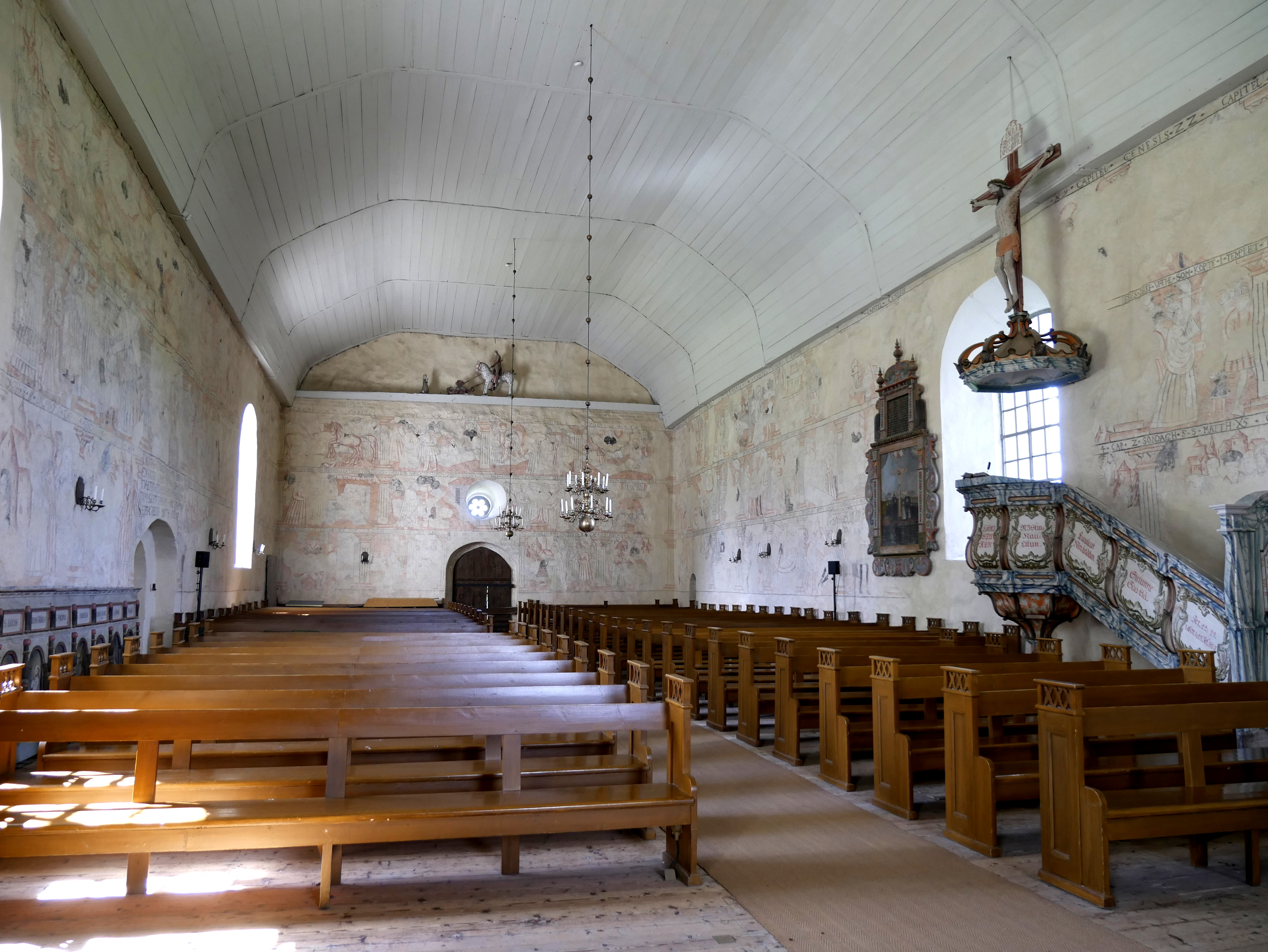
La nef vue de l'autel.